# Gavino de Valladares y Mejía
Gavino de Valladares y Mejía (Aracena, Huelva, 25 d'octubre de 1725 - Barcelona, 13 de febrer de 1794) fou un bisbe catòlic.
Va ser canonista i vicari general de Madrid, on fou ordenat prevere i on rebé la consagració episcopal com a bisbe de Barcelona el 29 d'octubre de 1775, en substitució de Josep Climent i Avinent. Desplegà una intensa activitat pastoral, cultural i administrativa, seguint la línia iniciada per Climent. Treballà en una primera reorganització del Seminari Conciliar de Barcelona, llavors encara ubicat a la Rambla, i encarregà a Fèlix Amat de Palou i Pont unes noves constitucions, que aparegueren publicades el 1784 amb el títol Constituciones del Seminario Episcopal de Barcelona.
Fomentà, a través del premonstratenc Jaume Caresmar i Alemany, l’ordenació dels arxius capitular i de la mesa episcopal. És autor de molts treballs pastorals i jurídics, alguns d’ells en català o en edició bilingüe, com un Promptuari de la doctrina cristiana per l’ús dels nois empleats en les fàbriques de pintats d’esta ciutat (1786), i que anava en contra del costum llavors encara majoritari que els catecismes que usaven les parròquies i escoles solament eren en català. Durant el seu episcopat va seguir ampliant el palau episcopal, ampliació ja iniciada durant el mandat de l'anterior bisbe Climent, i que finalitzà amb la façana que dona a la Plaça Nova, obra de l'arquitecte Josep Mas i Dordal, amb decoració de Francec Pla el Vigatà (1784).